# Cambourakis
Cambourakis est une maison d'édition française de bande dessinée, de littérature, de littérature jeunesse et de sciences humaines, fondée par Frédéric Cambourakis en mars 2006 à Paris.

## Historique
La maison d'édition Cambourakis est fondée en mars 2006, à Paris, en France. Elle porte le nom de son fondateur Frédéric Cambourakis, ancien libraire spécialisé en bande dessinée.
En 2008, Le jeu des hirondelles, l'ouvrage de l'autrice libanaise Zeina Abirached, devenu un best-seller, est nommé au festival d'Angoulême. L'année suivante, Mon Frère nocturne, œuvre de Joanna Hellgren, est à son tour distinguée à Angoulême.
Le titre Misery Loves Comedy, de l'auteur américain Ivan Brunetti, fait partie de la sélection officielle de l'édition 2010 du festival d’Angoulême.
En 2014, la bande dessinée Amy et Jordan de Mark Beyer est sélectionnée dans la catégorie Patrimoine.

## Catalogue
Cambourakis publie des ouvrages de bande dessinée et de littérature étrangère.
Le projet dès le départ visait à valoriser la littérature étrangère avec initialement la littérature hongroise puis, après le domaine anglo-saxon prédominant, d’autres domaines comme ceux de l’est de l’Europe (roumain, tchèque, puis grec) via des retraductions, des publications de textes inédits ou des rééditions de classiques. Dans ce contexte, la relation de l'éditeur avec les traducteurs est essentielles .
Son catalogue comprend également des œuvres en portugais, italien, danois et brésilien et une collection de sciences humaines d'orientation féministe : « Sorcières »,. La collection « Sorcières » comprend également des romans, dont le premier (Les Orageuses de Marcia Burnier) a paru en 2020.
En 2023, la maison Cambourakis lance la collection « Radeau » qui se concentre sur le thème de la marginalisation de la société de consommation.

### Jeunesse
Depuis 2012, les éditions Cambourakis publient également des livres pour enfants.

### Sciences humaines
En 2015, les éditions Cambourakis lancent la collection « Sorcières ». Dirigée par Isabelle Cambourakis, elle propose des textes féministes et anticapitalistes,. Le catalogue comprend, entre autres :
- Rêver l'obscur. Femmes, magie et politique, Starhawk, 2015[9],[10] ;
- Sorcières, sages-femmes & infirmières. Une histoire des femmes soignantes, Barbara Ehrenreich et Deirdre English (en), 2015[9],[10] ;
- Émilie Hache, Émilie Notéris et Catherine Larrère, Reclaim: recueil de textes écoféministes, Cambourakis, coll. « Sorcières », 2016 (ISBN 978-2-36624-213-3) ;
- Peau, Dorothy Allison[10] ;
- Ne suis-je pas une femme ? Femmes noires et féminisme, bell hooks[10].